# Willardia caicosensis
Willardia caicosensis är en svampdjursart som beskrevs av Willenz och Pomponi 1996. Willardia caicosensis ingår i släktet Willardia och familjen Acanthochaetetidae.
Artens utbredningsområde är havet kring Turks- och Caicosöarna. Inga underarter finns listade i Catalogue of Life.